# 에키오케라스
에키오케라스(Echioceras)는 쥐라기 전기에 서식한 암모나이트이다. 두족강-암모아니트목-에키오케라스과에 속한다. 바다에서 생활했다. 딱딱한 껍질 속에서 생활하고, 한 방향으로 물을 내뿜으면서 움직였을 것으로 보인다. 모사사우루스와 같은 바다파충류의 먹이가 되었다.